# Cryptopygus yosiii
Cryptopygus yosiii är en urinsektsart som beskrevs av Izarra 1965. Cryptopygus yosiii ingår i släktet Cryptopygus och familjen Isotomidae. Inga underarter finns listade i Catalogue of Life.